# سيميائية حيوية
السيميائية الحيوية (بالإنجليزية: Biosemiotics) (من اليونانية βίος bios، "الحياة" وσημειωτικός sēmeiōtikos، "ملاحظ العلامات") هو مجال من علم الإشارات والأحياء الذي يدرس صنع المعنى ما قبل اللغوي، وعمليات التفسير البيولوجي، وإنتاج العلامات والرموز وعمليات الاتصال في المجال البيولوجي.
تدمج السيميائية الحيوية نتائج علم الأحياء والسيميائية وتقترح تحولاً نموذجياً في النظرة العلمية للحياة، حيث تكون السيميائية (عملية الإشارة، بما في ذلك المعنى والتفسير) واحدة من سماتها الكامنة والجوهرية. استُخدِمَ مصطلح سيميائية حيوية لأول مرة من قبل فريدريش روتشيلد في عام 1962، لكن توماس سيبوك وثور فون أويكسكول نفذوا المصطلح والحقل. ينقسم المجال الذي يتحدى وجهات النظر المعيارية لعلم الأحياء، بشكل عام بين السيميائية الحيوية النظرية والتطبيقية.
كما اعتُمِدَت رؤى من السيميائية الحيوية في العلوم الإنسانية والاجتماعية، بما في ذلك الدراسات بين الإنسان والحيوان ودراسات الإنسان والنبات والسيميائية السيبرانية.

## تعريف
السيميائية الحيوية هي علم الأحياء الذي فُسِّرَ على أنه دراسة أنظمة الإشارة، أو على سبيل التفصيل، دراسة:
- الدلالة، والتواصل وتشكيل العادة للعمليات الحية.
- صيرورة العلامات (خلق وتغيير علاقات الإشارة) في الطبيعة الحية.
- الأساس البيولوجي لجميع العلامات وتفسير الإشارات.

## فروع رئيسية
وفقا للأنواع الأساسية من صيرورة العلامات قيد الدراسة، تقسم السيميائية الحيوية إلى:
- السيميائية الخضرية (أيضاً السيميائية الداخلية، أو السيميائية النباتية)،[7] دراسة السيميائية على المستوى الخلوي والجزيئي (بما في ذلك عمليات الترجمة المتعلقة بالجينوم والشكل العضوي أو النمط الظاهري)؛[8] تحدث الإشارة السيميائية الخضرية في جميع الكائنات الحية على مستوى الخلايا والأنسجة. تشمل السيميائية الخضرية سيميائية بدائية النواة، والتفاعلات بوساطة الإشارة في مجتمعات البكتيريا مثل استشعار النصاب وتبريد النصاب.
- علم الحيوان أو السيميائية الحيوانية،[9] أو دراسة أشكال المعرفة الحيوانية؛[10] تحدث الإشارة السيميائية الحيوانية في الكائنات الحية ذات الجهاز العصبي العضلي، ويشمل أيضاً الأنثروبوسيميوتية، دراسة السلوك السيميائي لدى البشر.

وفقا للجانب السائد من الإشارة السيميائية قيد الدراسة، تُستخدم التسميات التالية: برغماتية حيوية، علم الأحياء، والمُخلَّق بيولوجياً.

## تاريخ
بصرف النظر عن تشارلز ساندرز بيرس (1839-1914) وتشارلز موريس (1903-1979)، كان الرواد الأوائل للسيميائية الحيوية هم جاكوب فون أوكسكول (1864-1944)، هيني هيديجر (1908-1992)، جورجيو برودي (1928-1987)، مارسيل فلوركين (1900-1979) وفريدريش روتشيلد (1899-1995). كان الآباء المؤسسون للتخصصات المتعددة المعاصرة توماس سيبوك (1920-2001) وثور فون أويكسكول (1908-2004).
في الثمانينيات، دائرة من علماء الرياضيات النشطة في علم الأحياء النظري، رينيه ثوم (معهد الدراسات العليا العلمية)، يانيك كيرغوسين (جامعة دالهاوسي ومعهد الدراسات العليا العلمية)، وروبرت روزين (جامعة دالهاوسي، وهو أيضاً عضو سابق في مجموعة بوفالو مع هوارد باتي)، اكتشفوا العلاقات بين السيميائية والبيولوجيا باستخدام عناوين مثل "سيميائية الطبيعة"، "السيميفيزياء"، أ و"الأنظمة الاستباقية" واتخاذ نهج النمذجة.
تشمل الفترة المعاصرة (كما بدأتها مدرسة كوبنهاغن) علماء الأحياء يسبر هوفماير وكاليفي كول وكلاوس إيميش وتيرينس ديكون، السيميائيين مارتن كرامبن وبول كوبلي، الفلاسفة دونالد فافارو وجون ديلي وجون كولير، وعلماء الأنظمة المعقدة هوارد باتي ومايكل كونراد ولويس روشا وكليف جوسلين وليون كرويزات.
في عام 2001، افتُتِحَ مؤتمر دولي سنوي للبحوث السيميائية الحيوية يعرف باسم التجمعات في السيميائية الحيوية، ويعقد كل عام منذ ذلك الحين.
في عام 2004، قررت مجموعة من علماء السيميائية الحيوية - مارسيلو باربيري، وكلاوس إيميش، وجيسبر هوفماير، وكاليفي كول، وأنطون ماركوس - إنشاء مجلة دولية للسيميائية الحيوية. تحت تحريرها، أُطلِقَت مجلة بيوسيميوتيكس من قبل نوفا ساينس ببلشر في عام 2005 (نُشِرَ عددين)، ومع نفس المحررين الخمسة أُطلِقَت بيوسيميوتيكس بواسطة شبرينغر في عام 2008. بدأت سلسلة كتب بيوسيميوتيكس (شبرينغر)، التي حررها كلاوس إيميش ودونالد فافارو وكاليفي كول وأليكسي شاروف، في عام 2007 ومنذ ذلك الحين نشرت 23 مجلدا.
تأسست الجمعية الدولية للدراسات السيميائية الحيوية في عام 2005 من قبل دونالد فافارو والمحررين الخمسة المذكورين أعلاه. ظهرت ورقة برنامجية جماعية حول الأطروحات الأساسية للسيميائية الحيوية في عام 2009. وفي عام 2010، نُشِرَ كتاب مدرسي ومختارات من 800 صفحة، قراءات أساسية في السيميائية الحيوية، مع فهارس وتعليق دونالد فافارو.
في عام 2016، نشر شبرينغر الطب السيميائي الحيوي: الشفاء في عالم المعنى، الذي حرره فرزاد جولي كجزء من دراسات في علم الأعصاب والوعي والروحانية.

### في العلوم الإنسانية
منذ عمل جاكوب فون أوكسكول ومارتن هايدغر، شارك العديد من العلماء في العلوم الإنسانية أو استولوا على أفكار من السيميائية الحيوية في مشاريعهم الخاصة. على العكس من ذلك، شارك علماء السيميائية الحيوية بشكل نقدي مع النظريات الإنسانية أو أعادوا صياغتها باستخدام أفكار من السيميائية الحيوية ونظرية التعقيد. على سبيل المثال، أعاد أندرياس ويبر صياغة بعض أفكار هانس يوناس باستخدام مفاهيم من السيميائية الحيوية، واستخدمت السيميائية الحيوية لتفسير شعر جون بيرنسايد.
في عام 2021، اعتمد الفيلسوف الأمريكي جيسون جوزيفسون ستورم على السيميائية الحيوية والبحوث التجريبية حول التواصل الحيواني لاقتراح سيميائية المادة، وهي نظرية في الأنطولوجيا والتواصل يعتقد ستورم أنها يمكن أن تسمح للعلوم الإنسانية بتجاوز المنعطف اللغوي.
يمثل عمل جون ديلي أيضا مشاركة بين المناهج الإنسانية والبيولوجية. دُرِّبَ ديلي كمؤرخ وليس عالم أحياء ولكنه ناقش السيميائية الحيوية وعلم الحيوان على نطاق واسع في أعماله التمهيدية حول السيميائية وأوضح المصطلحات ذات الصلة بالسيميائية الحيوية. على الرغم من أن فكرته عن الفيزيوسيميوتيك تعرضت لانتقادات من قبل علماء السيميائية الحيوية الممارسين، كتب بول كوبلي ودونالد فافارو وكاليفي كول أن "المناقشات حول هذه النقطة المفاهيمية بين ديلي ومجتمع السيميائية الحيوية كانت دائماً مدنية وتميزت بإعجاب متبادل بمساهمات الآخر في تعزيز فهمنا لعلاقات الإشارة ".

## ببليوجرافيا
- Alexander, V. N. (2011). The Biologist’s Mistress: Rethinking Self-Organization in Art, Literature and Nature. Litchfield Park AZ: Emergent Publications.
- Barbieri, Marcello (ed.) (2008). The Codes of Life: The Rules of Macroevolution. Berlin: Springer.
- Emmeche, Claus؛ Kull, Kalevi (eds.) (2011). Towards a Semiotic Biology: Life is the Action of Signs. London: Imperial College Press.PDF
- Emmeche, Claus; Kalevi Kull and Frederik Stjernfelt. (2002): Reading Hoffmeyer, Rethinking Biology. (Tartu Semiotics Library 3). Tartu: Tartu University Press.PDF
- Favareau, D. (ed.) (2010). Essential Readings in Biosemiotics: Anthology and Commentary. Berlin: Springer.
- Favareau, D. (2006). The evolutionary history of biosemiotics. In "Introduction to Biosemiotics: The New Biological Synthesis." Marcello Barbieri (Ed.) Berlin: Springer. pp 1–67.
- Hoffmeyer, Jesper. (1996): Signs of Meaning in the Universe. Bloomington: Indiana University Press. (special issue of Semiotica vol. 120 (no.3-4), 1998, includes 13 reviews of the book and a rejoinder by the author).
- Hoffmeyer, Jesper (2008). Biosemiotics: An Examination into the Signs of Life and the Life of Signs. Scranton: University of Scranton Press.
- Hoffmeyer, Jesper (ed.)(2008). A Legacy for Living Systems: Gregory Bateson as a Precursor to Biosemiotics. Berlin: Springer.
- Hoffmeyer Jesper؛ Kull, Kalevi (2003): Baldwin and Biosemiotics: What Intelligence Is For. In: Bruce H. Weber and David J. Depew (eds.), Evolution and Learning - The Baldwin Effect Reconsidered'. Cambridge: The MIT Press.
- Kull, Kalevi, eds. (2001). Jakob von Uexküll: A Paradigm for Biology and Semiotics. Berlin & New York: Mouton de Gruyter. [ = Semiotica vol. 134 (no.1-4)].
- Rothschild, Friedrich S. (2000). Creation and Evolution: A Biosemiotic Approach. Edison, New Jersey: Transaction Publishers.
- Sebeok, Thomas A.؛ Umiker-Sebeok, Jean (eds.) (1992): Biosemiotics. The Semiotic Web 1991. Berlin and New York: Mouton de Gruyter.
- Sebeok, Thomas A.; Hoffmeyer, Jesper; Emmeche, Claus (eds.) (1999). Biosemiotica. Berlin & New York: Mouton de Gruyter. [ = Semiotica vol. 127 (no.1-4)].
- Tønnessen، Morten؛ Maran، Timo؛ Sharov، Alexei (2018). "Phenomenology and Biosemiotics". Biosemiotics. ج. 11 ع. 3: 323–330. DOI:10.1007/s12304-018-9345-8. ISSN:1875-1350. S2CID:54020391.

## روابط خارجية
- الجمعية الدولية للدراسات السيميائية الحيوية (النسخة القديمة)
- مقال نيو ساينتست عن السيميائية الحيوية
- السيميائية الحيوية، مقدمة (Archive.org نسخة مؤرشفة)
- نظرة عامة على التجمعات في السيميائية الحيوية
- مجلة S.E.E.D. (السيميائية والتطور والطاقة والتنمية) نسخة محفوظة 25 فبراير 2013 على موقع واي باك مشين.
- الصفحة الرئيسية لعلم الحيوان